# 1 Pułk Dragonów (Cesarstwo Niemieckie)
1 Pułk Dragonów im. Księcia Pruskiego Albrechta (1 Litewski) (niem. Dragoner-Regiment „Prinz Albrecht von Preußen“ (Litthauisches) Nr. 1)  – pułk kawalerii niemieckiej okresu Cesarstwa Niemieckiego.

## Charakterystyka

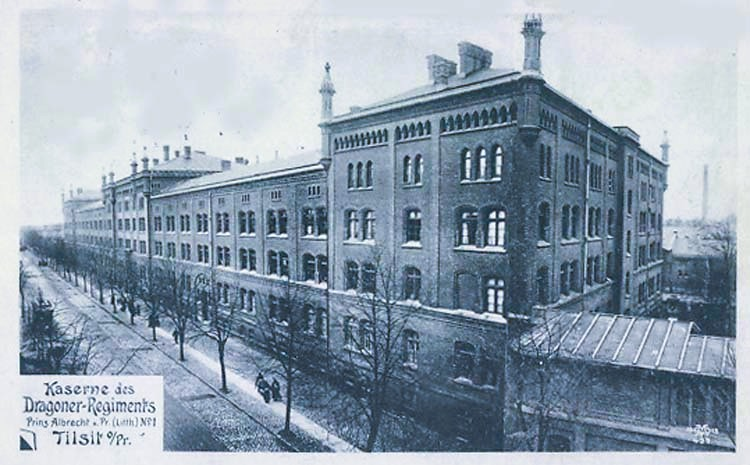
Koszary pułku

Pułk został sformowany 19 kwietnia 1717. Stacjonował w Tylży . Wchodził w skład I Korpusu Armijnego .

 Wiosną 1914 był w strukturze 1 Brygady Kawalerii z 1 Dywizji Piechoty.